# Cankarjevo nabrežje
Cankarjevo nabrežje je eno izmed nabrežij na vzhodni strani reke Ljubljanice v starem mestnem jedru Ljubljane. Ulica je poimenovana po slovenskem pisatelju, dramatiku in pesniku Ivanu Cankarju (1876–1918).

## Zgodovina
Ulica se je do leta 1919 imenovala Francovo nabrežje po Francu Karlu Avstrijskem, očetu cesarja Franca Jožefa I.

## Lega
Nabrežje poteka južno od križišča Adamič-Lundrovega nabrežja, Tromostovja, Stritarjeve ulice do križišča s Čevljarskim mostom, ulice Pod Trančo in Gallusovega nabrežja, v katerega se izteče Cankarjevo nabrežje.

## Stranske ulice
Proč od Cankarjevega obrežja se od severa proti jugu odcepijo naslednje ulice:
- Ribji trg in Ribja ulica vodita do Mestnega trga
- Ribja brv vodi čez Ljubljanico do Hribarjevega nabrežja
- Na Mestni trg vodita Ključavničarska ulica z instalacijo "Obrazi" Jakova Brdarja in Krojaška ulica.